# Eine Begebenheit

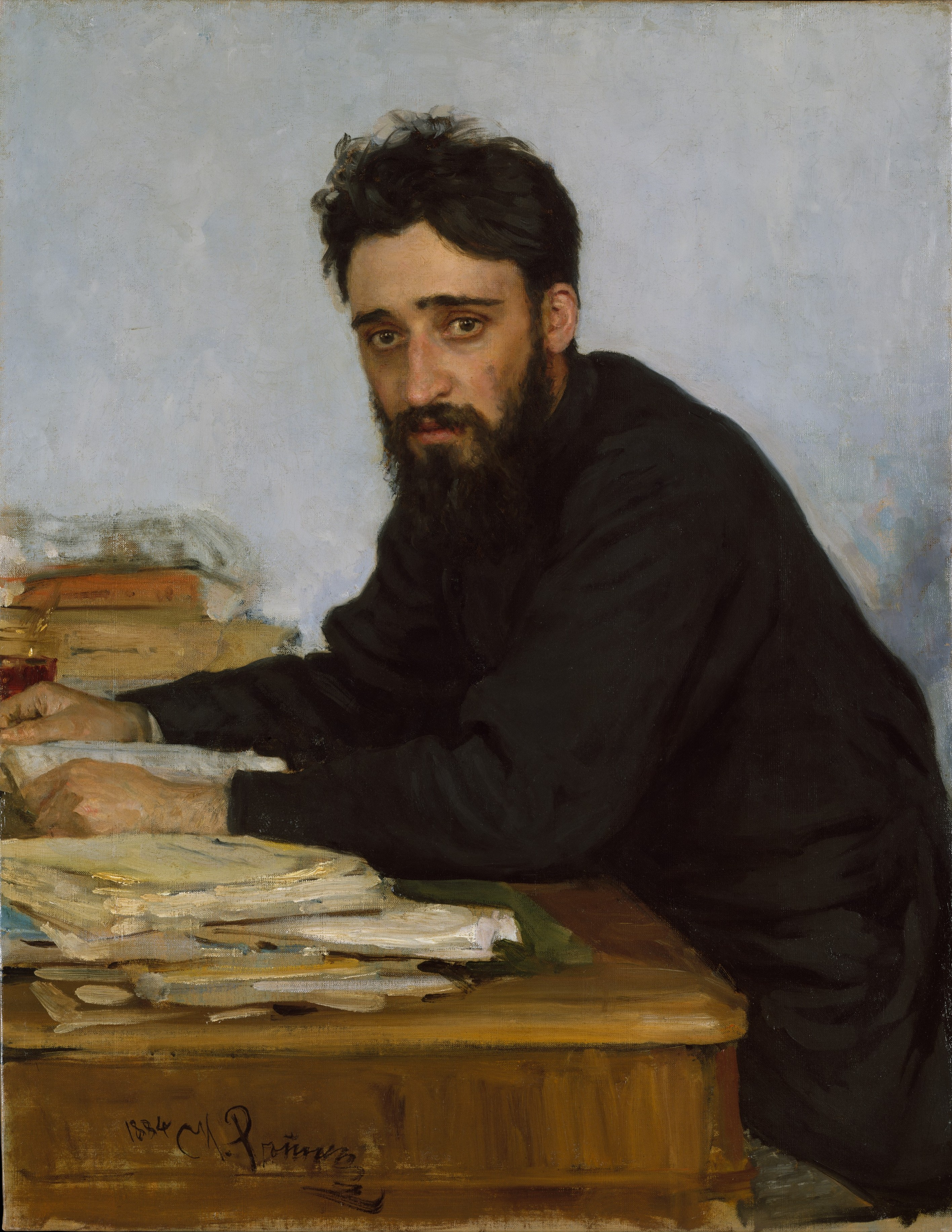
Ilja Repin 1884: Wsewolod Garschin

Eine Begebenheit (russisch Происшествие, Proisschestwije) ist eine Kurzgeschichte des russischen Schriftstellers Wsewolod Garschin, die 1878 im Märzheft der Otetschestwennye Sapiski in Sankt Petersburg erschien.

## Inhalt
Winter in Nordrussland: Die 17-jährige Sankt Petersburger Prostituierte Nadeschda Nikolajewna, von den Freiern Eugenie gerufen, wird von dem 25-jährigen Iwan Iwanowitsch als Ehefrau begehrt. Der zum Trinker verkommene, verlotterte Iwan weiß genau, wen er vor sich hat. Doch er glaubt an das Gute in Nadeschda, weil er sie liebt. Obwohl sich der angeheiterte Iwan während der Werbung vor Nadeschda erniedrigt, gibt sie ihm einen Korb. Der Leser erfährt das Warum, weil ihm die beiden Protagonisten in ihren jeweiligen Ich-Erzählerpassagen alternierend ihr Innerstes bloßlegen. Nadeschda gibt beispielsweise zu, in ihrem Beruf müsse sie sich an die Männer verkaufen und jeder Kunde, der bezahlt hat, dürfe sie unter anderem auch schlagen. Nach einer Heirat würde das nicht besser werden, sondern schlimmer. Nein, diesem Iwan wird sie nicht gestatten, sich unter Ausschluss der Öffentlichkeit an ihr zu vergehen! Die junge Frau sieht einen Ausweg: sich in einem der Newa-Eislöcher zu ertränken.
Iwan gibt nicht auf und bittet Nadeschda zu sich. Sie geht hin. Iwan, diesmal nüchtern, macht einen neuen Annäherungsversuch. Nadeschda weist sein zur Schau gestelltes, unangebrachtes gutbürgerliches Gehabe grob ab und geht. Weil sie unterwegs fürchtet, er könnte sich mit seinem Revolver erschießen, eilt sie zurück und will – hin- und hergerissen – doch seine Zuwendung akzeptieren. Dazu kommt es nicht. Nadeschda eilt auf die Wohnungstür zu und ergreift die Klinke. Drinnen fällt ein Schuss.

## Deutschsprachige Ausgaben
Verwendete Ausgabe:
- Eine Begebenheit. S. 50–71, in Wsewolod M. Garschin: Die Erzählungen. Übertragen und mit Nachwort von Valerian Tornius. 464 Seiten. Dieterich’sche Verlagsbuchhandlung, Leipzig 1956 (Sammlung Dieterich, Bd. 177)